# Xhuljo Mehmeti
Xhuljo Mehmeti (sinh 29 tháng 12 năm 1993) là một cầu thủ bóng đá Albania thi đấu cho FC Kamza ở Albanian Superliga.